# Tischtennis-Bundesliga 1968/69
Die Bundesliga 1968/69 der Männer war die 3. Spielzeit der höchsten deutschen Spielklasse im Tischtennis. Meister wurde Borussia Düsseldorf.
Die Frauen traten erst ab der Saison 1975/76 in einer eingleisigen Bundesliga an.

## Saison
Es nahmen zehn Mannschaften teil, neu waren der TTV Metelen und SV Weißblau-Allianz München, die für Tennis Borussia Berlin und den 1. FC Saarbrücken aufstiegen. Meister wurde Borussia Düsseldorf. Der TTC Mörfelden und SV Weißblau-Allianz München stiegen ab und wurden durch den Mettmanner TV und den TGS Rödelheim ersetzt.

### Abschlusstabelle
| Pl. | Mannschaft                      | Bgn. | Spiele  | +/- | Punkte |
| --- | ------------------------------- | ---- | ------- | --- | ------ |
| 1   | Borussia Düsseldorf             | 18   | 158:68  | +90 | 32:4   |
| 2   | SV Moltkeplatz Essen (P)        | 18   | 155:90  | +65 | 29:7   |
| 3   | VfL Osnabrück (M)               | 18   | 139:102 | +37 | 26:10  |
| 4   | DJK TuSA 06 Düsseldorf          | 18   | 129:123 | +6  | 21:15  |
| 5   | Eintracht Frankfurt             | 18   | 120:116 | +4  | 18:18  |
| 6   | SSV Reutlingen                  | 18   | 120:131 | +9  | 15:21  |
| 7   | TTV Metelen (N)                 | 18   | 109:138 | −29 | 14:22  |
| 8   | Post SV Augsburg                | 18   | 105:141 | −36 | 11:25  |
| 9   | TTC Mörfelden                   | 18   | 91:150  | −59 | 8:28   |
| 10  | SV Weißblau-Allianz München (N) | 18   | 86:153  | −67 | 6:30   |

| Zum Saisonende 1968/69: |                                                                    |
|                         | Meister: Borussia Düsseldorf                                       |
|                         | Abstieg: TTC Mörfelden, SV Weißblau-Allianz München                |
| Zum Saisonende 1967/68: |                                                                    |
| (M)                     | Meister der Vorsaison: VfL Osnabrück                               |
| (P)                     | Pokalsieger der Vorsaison: SV Moltkeplatz Essen                    |
| (N)                     | Aufsteiger der Vorsaison: TTV Metelen, SV Weißblau-Allianz München |

## Trivia
- Die Meistermannschaft Borussia Düsseldorf: Eberhard Schöler, Jürgen Reuland, Peter Hübner, Wilfried Micke, Horst Graef, Hans Wilhelm Gäb
- Erfolgreichster Spieler war Eberhard Schöler mit einer Bilanz von 31:2.
- Insgesamt 15.865 Zuschauer wurden gezählt.